# Tăietura, Harghita

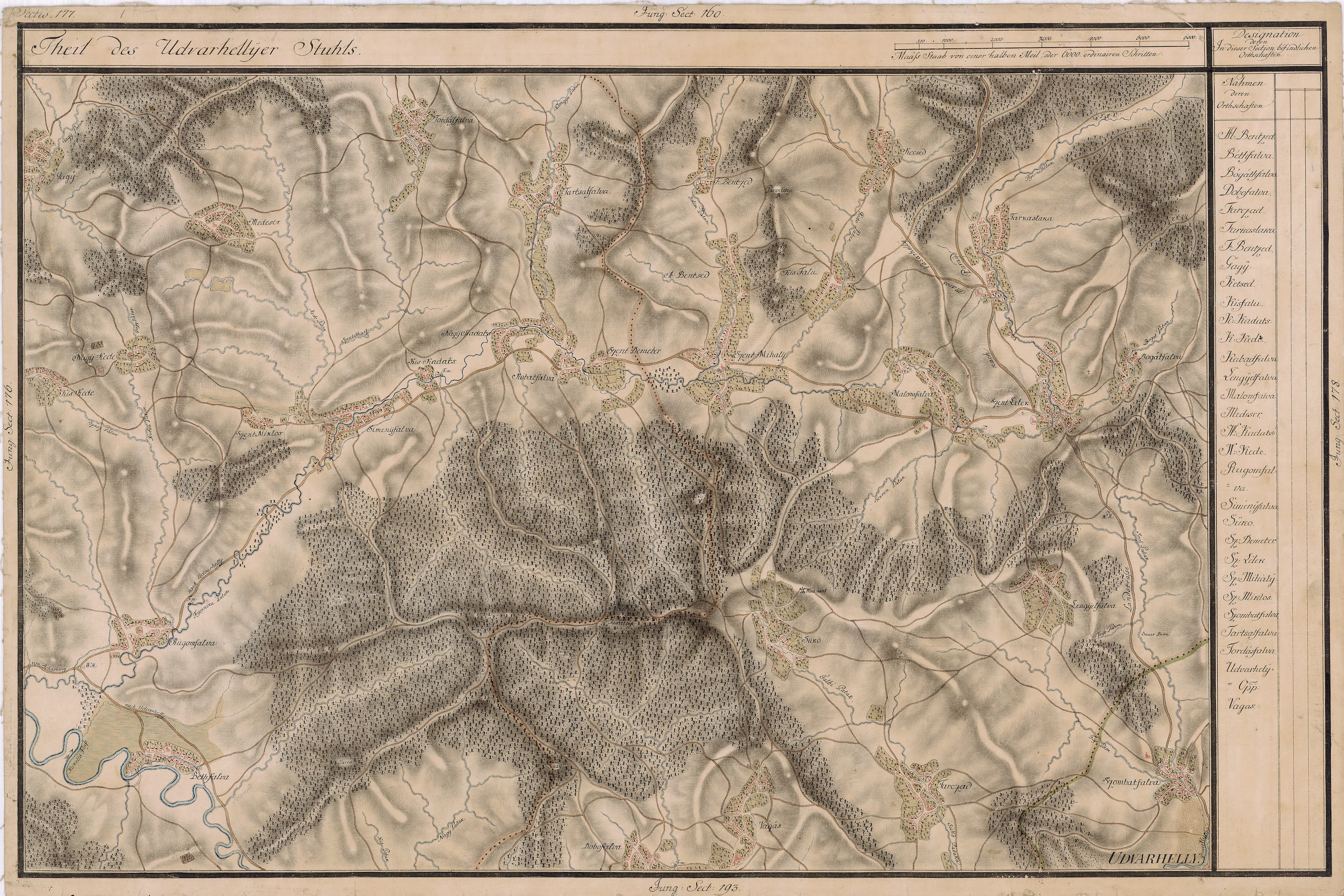
Tăietura în Harta Iosefină a Transilvaniei, 1769-73

Tăietura (maghiară Vágás) este un sat în comuna Mugeni din județul Harghita, Transilvania, România.

## Imagini

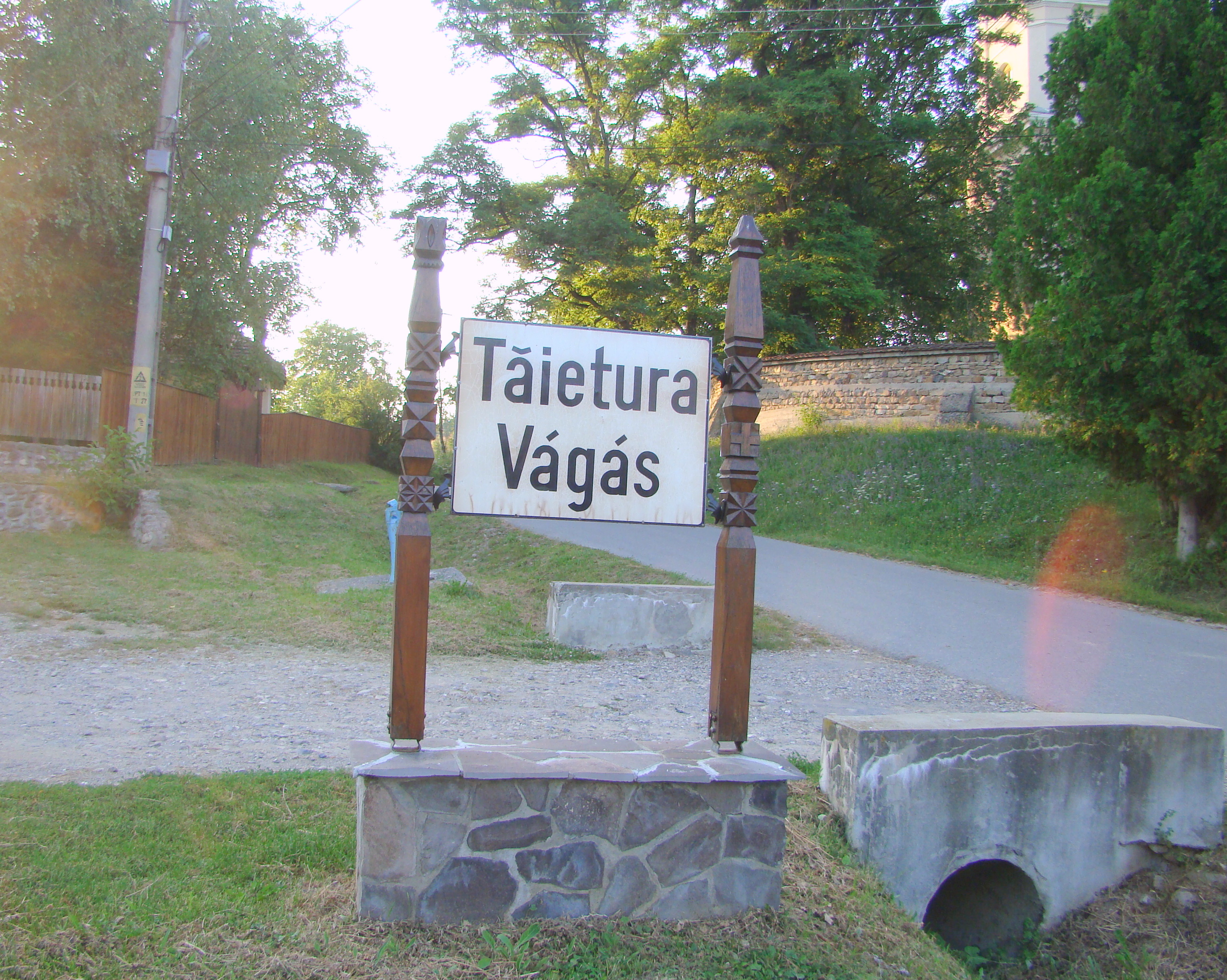
Intrarea în localitate
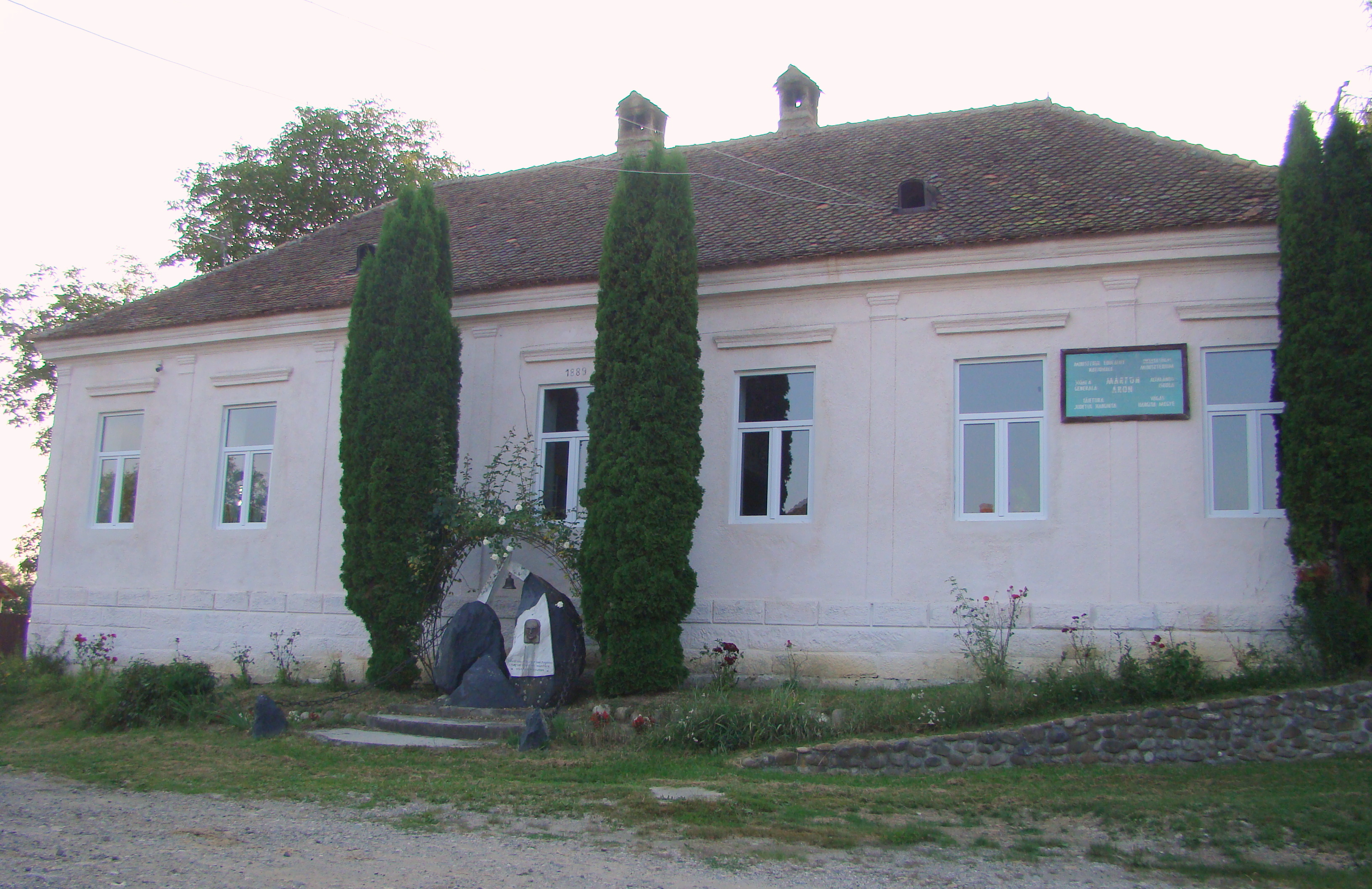
Școala
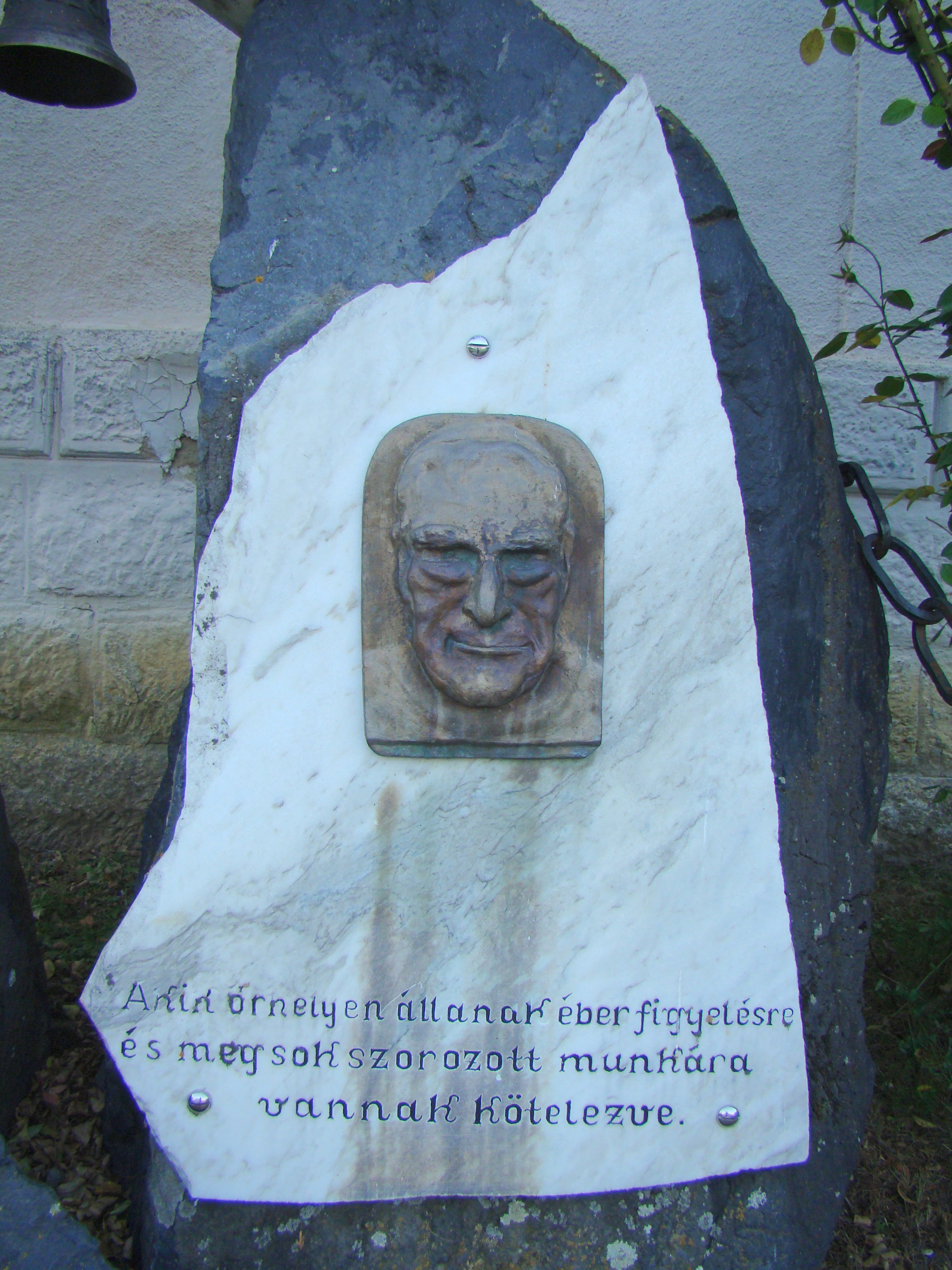
Monumentul din fața școlii Márton Áron
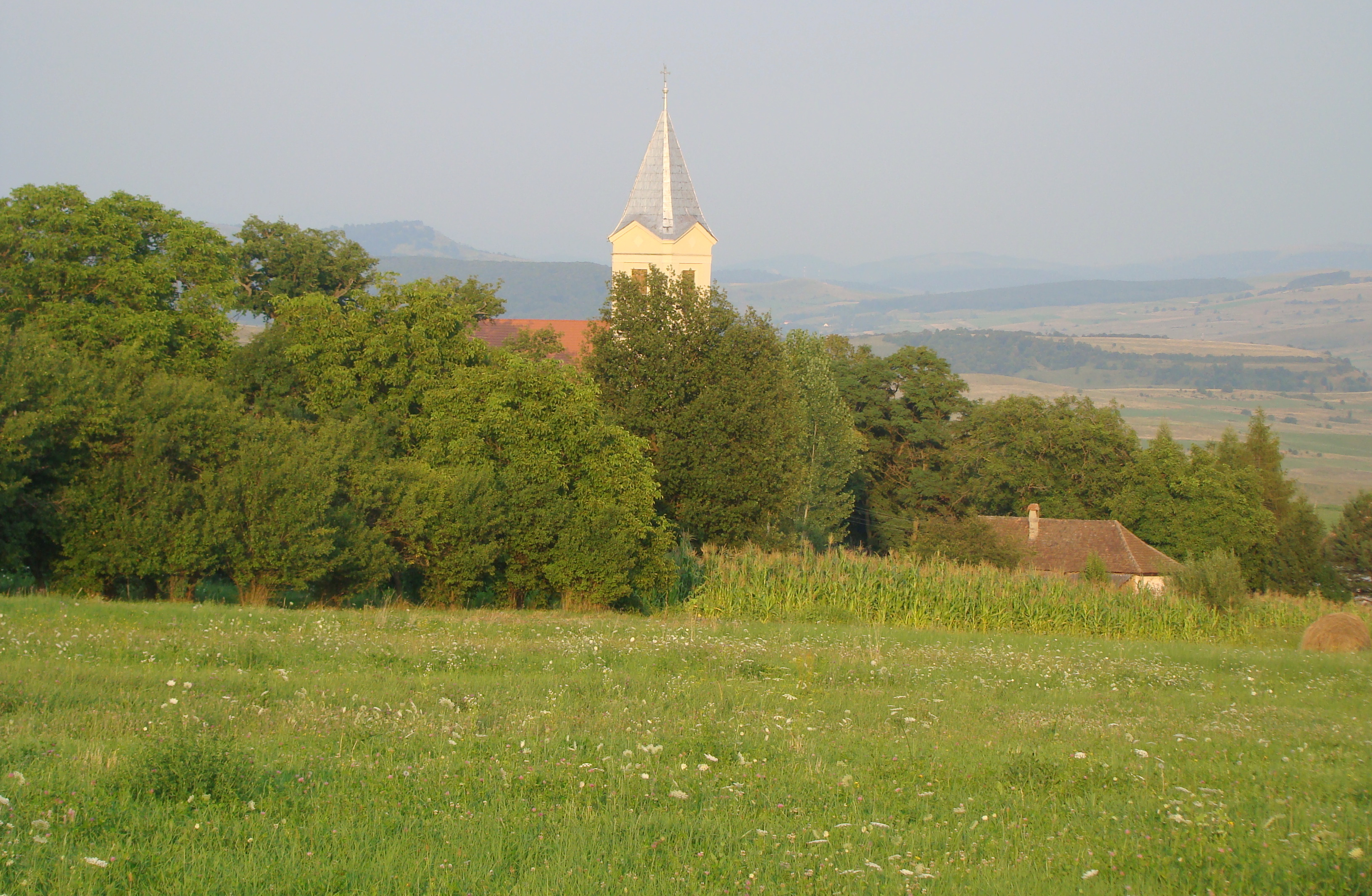
Biserica romano-catolică şi împrejurimile
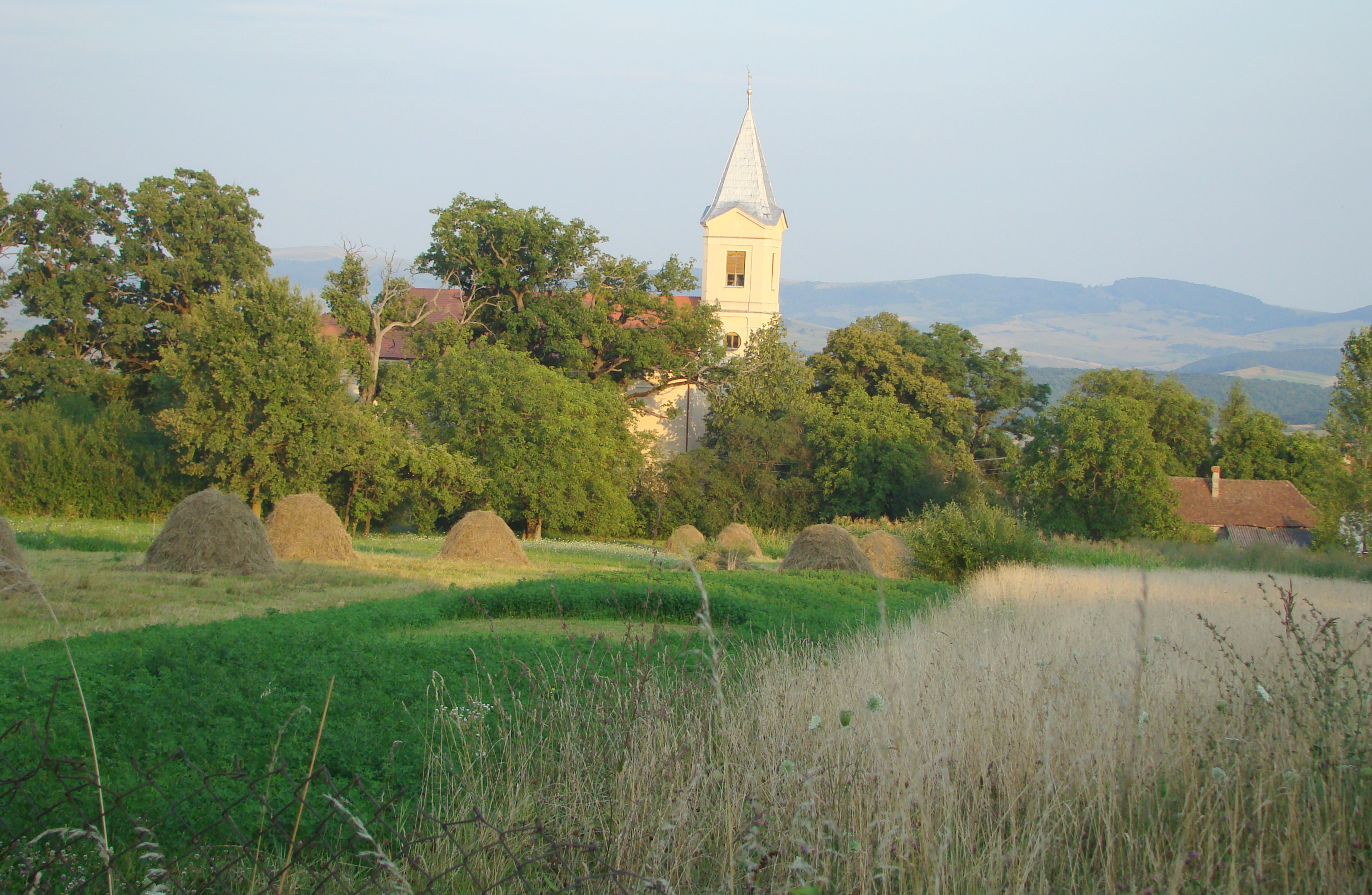
Biserica romano-catolică şi împrejurimile
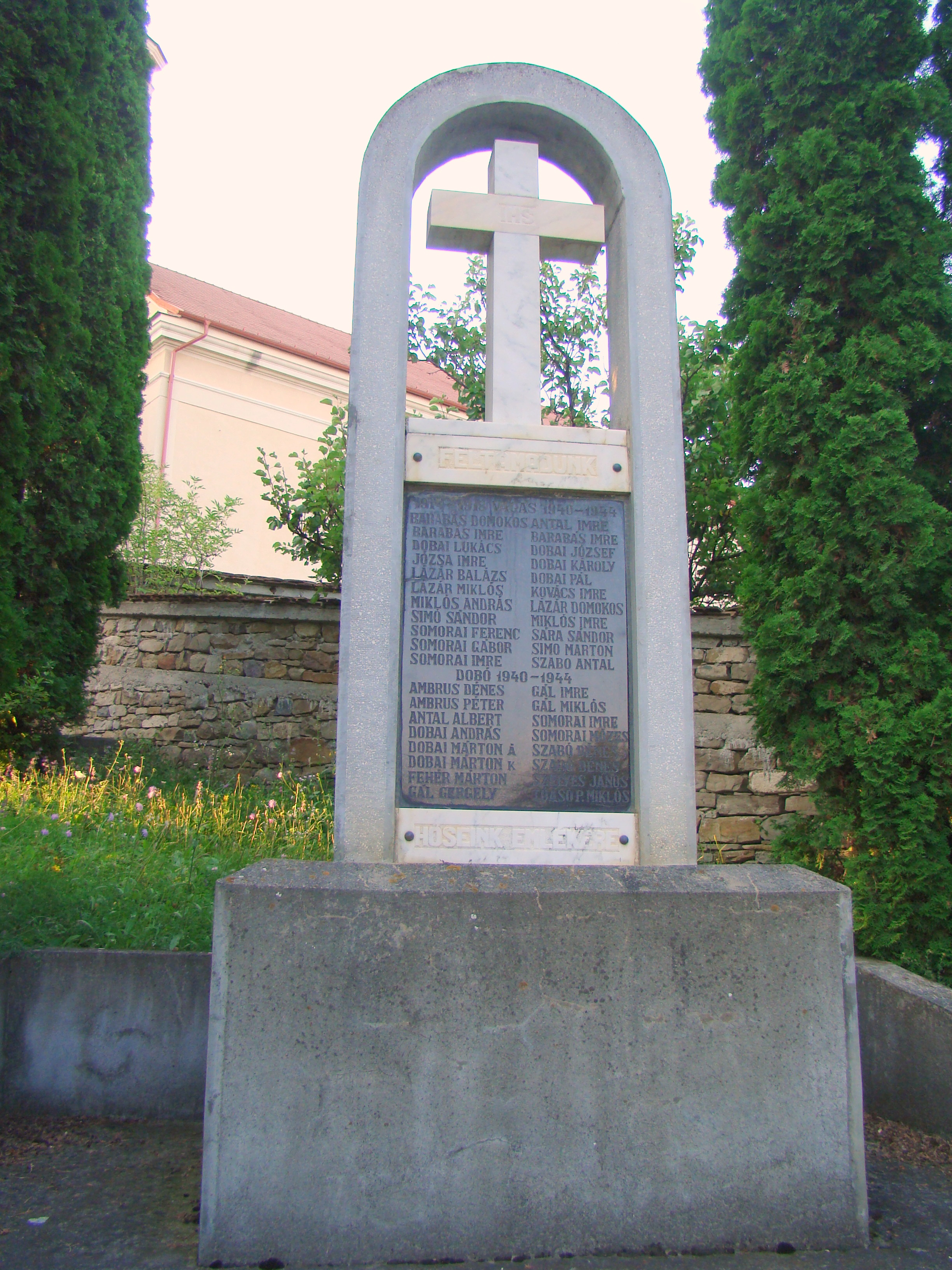
Monumentul eroilor
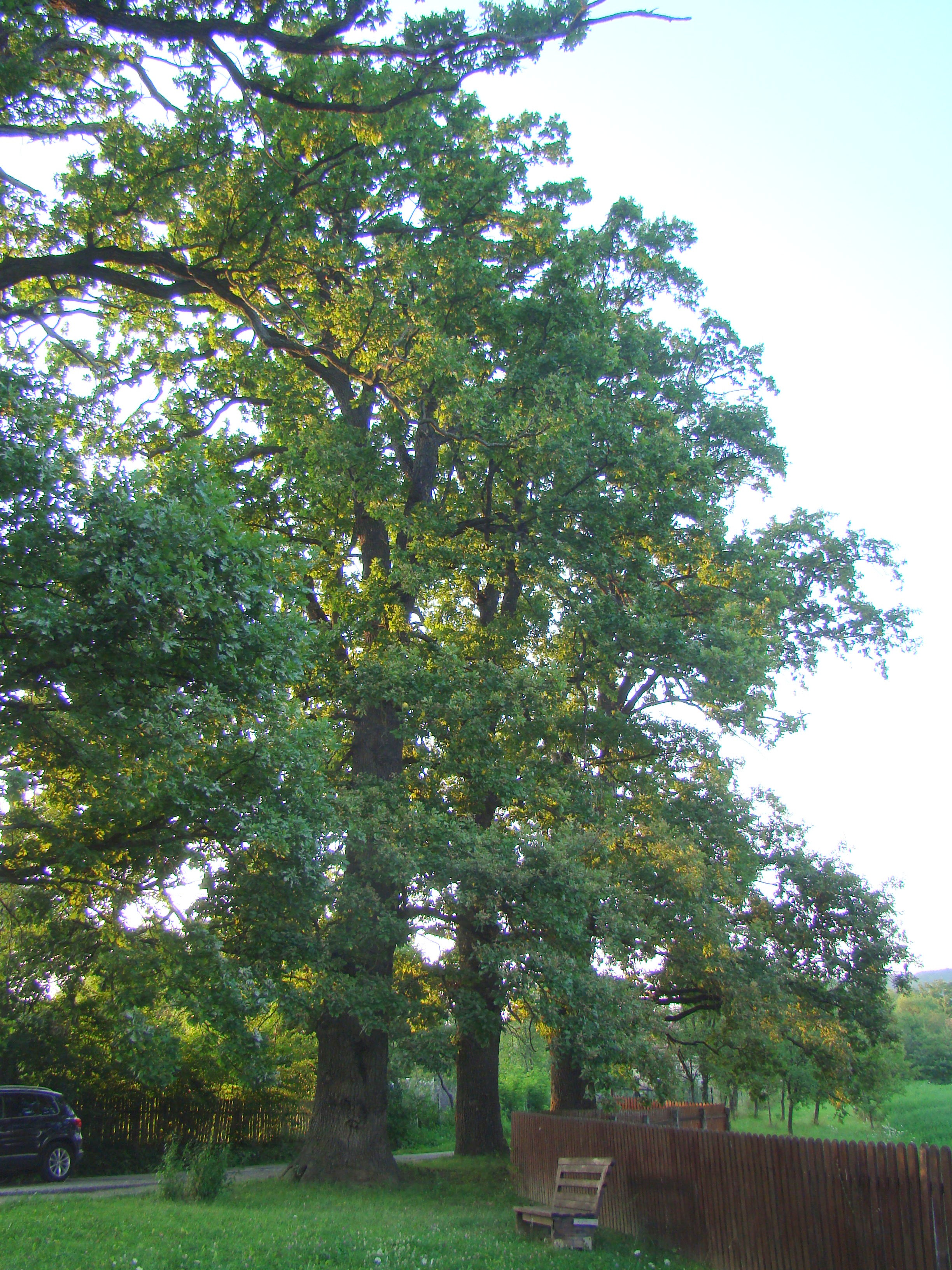
Stejarii seculari
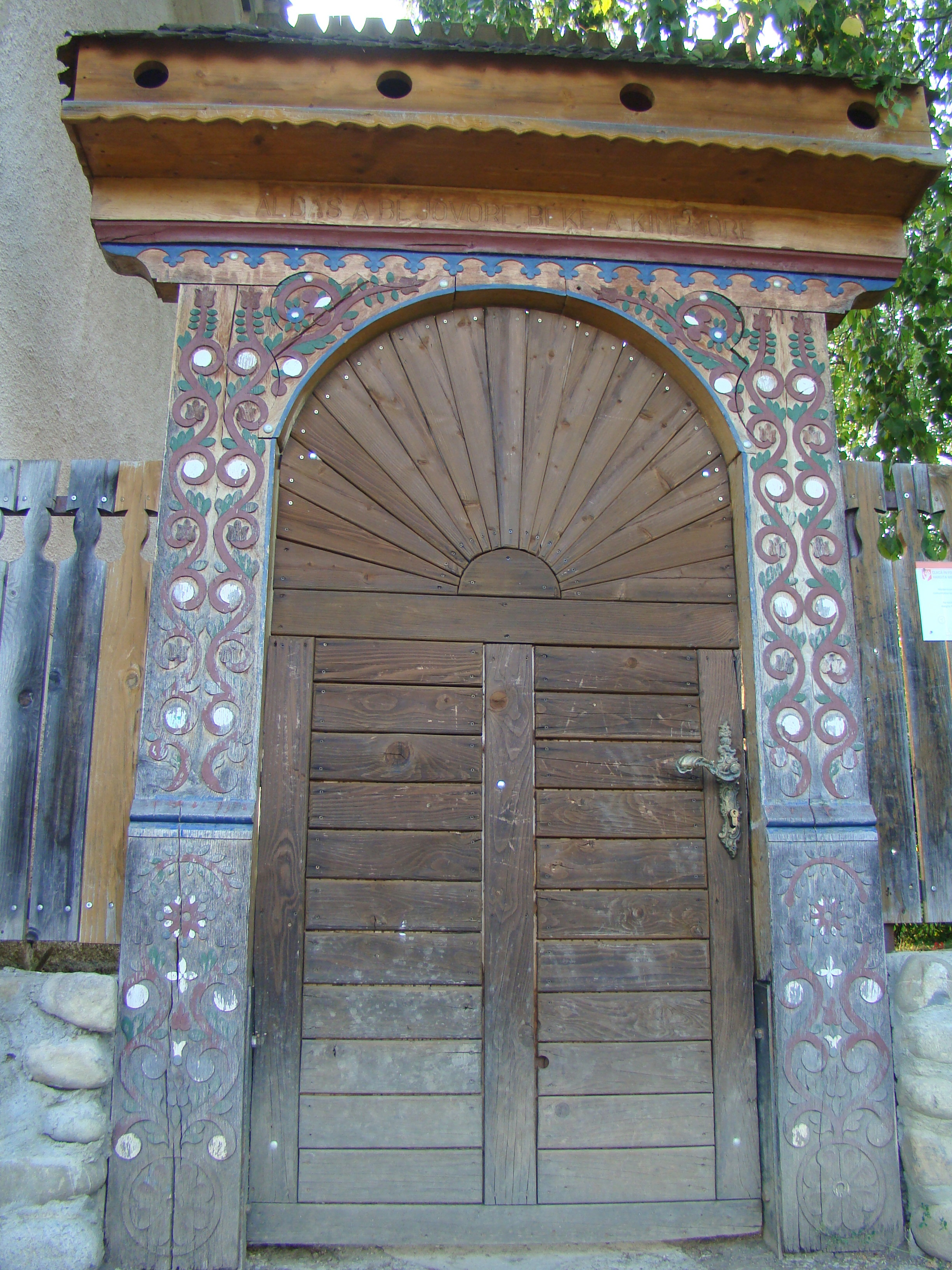
Poartă secuiască de lemn

 Acest articol despre o localitate din județul Harghita este deocamdată un ciot. Puteți ajuta Wikipedia prin completarea lui.